# Eleição municipal de São João de Meriti em 2020
A eleição municipal da cidade de São João de Meriti em 2020 ocorreu no dia 15 de novembro (primeiro turno) e 29 de novembro (segundo turno),  com o objetivo de eleger um prefeito, um vice-prefeito e 21 vereadores, que serão responsáveis pela administração da cidade para o mandato a se iniciar em 1° de janeiro de 2021 e com término em 31 de dezembro de 2024. 
Originalmente, as eleições ocorreriam em 4 de outubro (primeiro turno) e 25 de outubro (segundo turno, para os municípios acima de 200 mil eleitores), porém, com o agravamento da pandemia do novo coronavírus (SARS-CoV-2), causador da Covid-19, as datas foram modificadas com a promulgação da Emenda Constitucional nº 107/2020.
O processo eleitoral de 2020 está marcado pela sucessão para o cargo ocupado pelo atual prefeito João Ferreira Neto, do Democratas, que está apto para disputar a reeleição.
Em 29 de novembro de 2020, com 100% das urnas apuradas, Dr. João (DEM) foi reeleito com 56,83% dos votos válidos.

## Antecedentes
Na eleição de 2016, o médico e então deputado federal João Ferreira Neto, candidato pelo Partido da República, foi eleito em primeiro turno ao obter 50,90% dos votos válidos, contra 43,01% de Marcelo Simão, candidato do PMDB, 9,59% de Professor Joziel (REDE) e 1,52% de Cristiane Bulhões (PSOL).

## Contexto político e pandemia
As eleições municipais de 2020 estão sendo marcadas, antes mesmo de iniciada a campanha oficial, pela pandemia do coronavírus SARS-CoV-2 (causador da COVID-19), o que está fazendo com que os partidos remodelem suas metodologias de pré-campanha. O Tribunal Superior Eleitoral (TSE) autorizou os partidos a realizarem as convenções para escolha de candidatos aos escrutínios por meio de plataformas digitais de transmissão, para evitar aglomerações que possam proliferar o vírus. Alguns partidos recorreram a mídias digitais para lançar suas pré-candidaturas. Além disso, a partir deste pleito, será colocada em prática a Emenda Constitucional 97/2017, que proíbe a celebração de coligações partidárias para as eleições legislativas, o que pode gerar um inchaço de candidatos ao legislativo. Conforme reportagem publicada pelo jornal Brasil de Fato em 11 de fevereiro de 2020, o país poderá ultrapassar a marca de 1 milhão de candidatos a prefeito, vice-prefeito e vereador neste escrutínio, o que não seria necessariamente bom, na opinião do professor Carlos Machado, da UnB (Universidade de Brasília): “Temos o hábito de criticar de forma intensa a coligação partidária, sem parar para refletir sobre os elementos positivos dela. O número de candidatos que um partido pode apresentar numa eleição, varia se ele estiver dentro de uma coligação, porque quando os partidos participam de uma coligação, eles são considerados como um único partido", afirmou Machado na reportagem.

## Candidatos a Prefeitura de São João de Meriti
| Cor | N° | Candidato(a) a prefeito(a) | Partido      | Candidato(a) a vice-prefeito(a) | Coligação                                                                                  | Ref.  |
| --- | -- | -------------------------- | ------------ | ------------------------------- | ------------------------------------------------------------------------------------------ | ----- |
|     | 10 | Charlles Batista           | Republicanos | Dudu Soares (PSD)               | Meriti Precisa Avançar Republicanos, PSD e PRTB                                            | [ 5 ] |
|     | 13 | Paulinho do Sindicato      | PT           | Sara Costa (PT)                 | Sem coligação                                                                              | [ 5 ] |
|     | 17 | Professor Joziel           | PSL          | Raquel Maciel da Silva (PMB)    | Meriti Não Foge a Luta PSL e PMB                                                           | [ 5 ] |
|     | 19 | Titinho                    | Podemos      | Norival Costa (PCdoB)           | Juntos Por Uma Cidade Melhor PODE e PCdoB                                                  | [ 5 ] |
|     | 20 | Léo Vieira                 | PSC          | Marcos Muller (Solidariedade)   | Meriti Com Respeito e Dignidade PSC, Solidariedade e PMN                                   | [ 5 ] |
|     | 25 | Dr. João                   | DEM          | Valdecy da Saúde (PTC)          | Pra Fazer Mais Por São João de Meriti DEM, PTC, MDB, PDT, PL, PP, PSDB, PSB, PV e Patriota | [ 5 ] |
|     | 50 | Vinícius Baião             | PSOL         | Juliana Drumond (PSOL)          | Sem coligação                                                                              | [ 5 ] |
|     | 90 | Giovani Ratinho            | PROS         | Rodrigo Bombeiro (DC)           | São João de Meriti no Rumo Certo PROS, DC, Avante, REDE e Cidadania                        | [ 5 ] |

## Resultados

### Prefeito
| Candidato(a)           | Candidato(a)                    | Vice                          | Primeiro turno 15 de novembro de 2020 | Primeiro turno 15 de novembro de 2020 | Segundo turno 29 de novembro de 2020 | Segundo turno 29 de novembro de 2020 |
| Candidato(a)           | Candidato(a)                    | Vice                          | Total                                 | Porcentagem                           | Total                                | Porcentagem                          |
| ---------------------- | ------------------------------- | ----------------------------- | ------------------------------------- | ------------------------------------- | ------------------------------------ | ------------------------------------ |
|                        | Dr. João (DEM)                  | Valdecy da Saúde (PTC)        | 71.730                                | 32,27%                                | 122.151                              | 56,83%                               |
|                        | Léo Vieira (PSC)                | Marcos Muller (Solidariedade) | 43.499                                | 19,57%                                | 92.788                               | 43,17%                               |
|                        | Professor Joziel (PSL)          | Raquel Maciel da Silva (PMB)  | 31.492                                | 14,17%                                | Não participaram                     | Não participaram                     |
|                        | Charlles Batista (Republicanos) | Dudu Soares (PSD)             | 28.043                                | 12,62%                                | Não participaram                     | Não participaram                     |
|                        | Giovani Ratinho (PROS)          | Rodrigo Bombeiro (DC)         | 27.286                                | 7,24%                                 | Não participaram                     | Não participaram                     |
|                        | Vinícius Baião (PSOL)           | Juliana Drumond (PSOL)        | 7.745                                 | 3,48%                                 | Não participaram                     | Não participaram                     |
|                        | Titinho (PODE)                  | Norival Costa (PCdoB)         | 7.306                                 | 3,29%                                 | Não participaram                     | Não participaram                     |
|                        | Paulinho do Sindicato (PT)      | Sara Costa (PT)               | 5.190                                 | 2,33%                                 | Não participaram                     | Não participaram                     |
| Total de votos válidos | Total de votos válidos          | Total de votos válidos        | 222.281                               | 100%                                  |                                      | 100%                                 |
| → Votos em branco      | → Votos em branco               | → Votos em branco             | 20.759                                | 7,34%                                 |                                      |                                      |
| → Votos nulos          | → Votos nulos                   | → Votos nulos                 | 39.824                                | 14,08%                                |                                      |                                      |
| Total de votos         | Total de votos                  | Total de votos                | 282.864                               | 75,03%                                |                                      |                                      |
| Abstenções             | Abstenções                      | Abstenções                    | 94.125                                | 24,97%                                |                                      |                                      |
| Total de inscritos     | Total de inscritos              | Total de inscritos            | 376.989                               | 100%                                  | 376.989                              | 100%                                 |